# Trisetaria chaudharyana
Trisetaria chaudharyana är en gräsart som beskrevs av Hildemar Wolfgang Scholz. Trisetaria chaudharyana ingår i släktet Trisetaria och familjen gräs. Inga underarter finns listade i Catalogue of Life.